# تبعات الحرب الأهلية في ليبيا عام 2011

شعار المجلس الوطني الانتقالي (ليبيا).

اتسمت أحداث ما بعد الحرب الأهلية الليبية الأولى بتغير ملحوظ في المشهد السياسي والاجتماعي في ليبيا بعد الإطاحة بمعمر القذافي وقتله خلال الحرب الأهلية الليبية التي وقعت في عام 2011. شهدت ليبيا انتشارًا متواصلًا للأسلحة، وتمرد الجماعات الإسلامية المسلحة، وعنفًا طائفيًا، وانعدام سيادة القانون. امتد تأثير الحرب الأهلية الليبية ليشمل بضعة دول مجاورة أيضًا مثل مالي.
بعد إعلان تحرير ليبيا من قبل المجلس الوطني الانتقالي في أكتوبر عام 2011، شرع المجلس في عملية تشكيل حكومة جديدة، والاستعداد لإقامة الانتخابات ومحاكمة أتباع القذافي السابقين. واصلت ميليشيات الثوار المسلحة التأكيد على دورها في «حماية الثورة» في جميع أرجاء البلاد في ظل غياب جيش نظامي، وتواردت الأنباء عن عمليات قتل انتقامية بدعوى العدالة ونشوب نزاعات متقطعة بين الميليشيات المتخاصمة. أعربت المنظمات الدولية عن قلقها إزاء انتشار الأسلحة في المنطقة، والخطر الذي يهدد أمن المنطقة إذا ما وقعت تلك الأسلحة في يد الجماعات الإسلامية المسلحة.
عُقدت الانتخابات العامة في يوليو عام 2012 لإقامة المؤتمر الوطني العام الذي تولى زمام الحكم في الشهر التالي، والذي كُلف بتشكيل الجمعية الدستورية لصياغة دستور ليبيا الجديد. تفكك المجلس الوطني الانتقالي بصفة رسمية، وفي نوفمبر عام 2012 أدى علي زيدان اليمين الدستورية بصفته رئيس الوزراء الجديد. أطاح المؤتمر الوطني العام بزيدان في مارس عام 2014 في خضم نزاع متصاعد في البلاد. وفي 4 أغسطس 2014 اُستبدل المؤتمر الوطني العام بمجلس نواب مُنتخب حديثًا، ولكن بعض أعضاء المؤتمر الوطني العام السابقين اجتمعوا في 25 أغسطس 2014 وانتخبوا عمر الحاسي رئيسًا للوزراء، وبذلك أُقيمت حكومتان متخاصمتان في ليبيبا: أحدهما مُمثلة من قبل مجلس النواب في طبرق، والأخرى مُمثلة من قبل المؤتمر الوطني العام في طرابلس.

## الانتفاضة والحرب الأهلية
اشتعلت الانتفاضة الشعبية ضد حكومة معمر القذافي في يناير عام 2011 في صورة احتجاجات سلمية تزامنًا مع الاحتجاجات الأخرى التي شكلت ما يُعرف بالربيع العربي. وفي خلال بضعة أسابيع اندلعت اشتباكات عنيفة بين الشرطة والمحتجين. وفي شهر فبراير، أُسس المجلس الوطني الانتقالي في محاولة لتوحيد الجهود سعيًا لإسقاط نظام الحكم في ليبيا. فقدت قوات القذافي السيطرة على عدة مدن في ليبيا الشرقية، واستقال عدد من المسؤولين من الحكومة أو انشقوا عنها. وفي مارس شنت قوات القذافي هجمة مضادة، واستعادت العديد من المدن التي خسرتها لصالح قوات المعارضة. وفي منتصف مارس اقتحمت دبابات القذافي ما تبقى من معاقل قوات المعارضة في بنغازي. وفي ذات الوقت حلقت طائرة من القوات الجوية الفرنسية في سماء ليبيا بتفويض من قرار مجلس الأمن التابع للأمم المتحدة رقم 1973 لردع المزيد من الهجمات على المدينة. دشن تحالف دولي برنامج تدخل عسكري جوي على نطاق واسع في ليبيا لتعجيز جيش حكومة القذافي وتنفيذ قرار مجلس الأمن. وبنهاية مارس تولى حلف الناتو قيادة عمليات التحالف تحت مسمى عملية الحماية الموحدة.
عجزت قوات المعارضة في الشهور التالية عن استعادة مدن ليبيا الغربية ووصل النزاع إلى طريق مسدود. انتهت حالة الركود في أغسطس بزحف قوات المعارضة نحو المدن المحيطة بطرابلس. وبنهاية أغسطس استولت قوات المعارضة على طرابلس بلا أي مقاومة تُذكر من جانب قوات القذافي. شنت المعارضة بعدها سلسلة من الحملات على آخر جيوب المقاومة من الموالين للقذافي. وفي شهر أكتوبر، أُسر القذافي وعدة أشخاص بارزين في حكومته وقُتلوا في مدينة سرت التي نشأ فيها القذافي.

## الأمن

### انعدام سيادة القانون
انبثقت عدة كتائب من المتطوعين المسلحين في جميع أرجاء ليبيا خلال الحرب الأهلية لصالح مجالس الحرب المحلية التي شكلت حكومات ليبيا الفعلية في تلك الفترة. قال القادة المدنيين أنه، بعد إعلان تحرير ليبيا، تبدل وضع الميليشيات من محاولة الحفاظ على مركزهم ضد قوات النظام الليبي إلى التأكيد على استمرار دورهم السياسي بصفتهم «حماة الثورة». ارتبطت بعض الكتائب العسكرية الكبرى بالجماعات الإسلامية التي شكلت الأحزاب السياسية في تلك الفترة.
أفادت بعض التقارير بمناوشات متقطعة بين الميليشيات المتخاصمة، وإعدامات انتقامية باسم العدالة. أفاد السكان المدنيين بتعرضهم للنهب والسرقة من قبل الرجال المسلحين. وفي ديسمبر عام 2011، جذبت جماعة من الرجال المسلحين المدعي العام الليبي عبد العزيز الحصادي وأخرجوه من سيارته في وضح النهار في طرابلس، وهددوه بالقتل إن لم يفرج عن أصحابهم المقبوض عليهم لاشتباههم في جرائم قتل. وبعدها ببضعة أيام هجمت مجموعة من الرجال المسلحين الزنتانيين على موكب الجنرال خليفة حفتر، أحد كبار الضباط في الجيش، بينما كان الموكب يمر مسرعًا بإحدى نقاط التفتيش التي نصبتها تلك الجماعة. وفي واقعة أخرى، نشب عراك ناري بين الجيش وبين كتيبة زنتان في مطار طرابلس الدولي. وفي 16 ديسمبر 2011، صرح حفتر قائلًا أن إحدى الجماعات المسلحة اختطفت ابنه بلقاسم واحتجزته في المطار.
لم يرغب المجلس الوطني في السماح للشركات الخاصة الأجنبية بممارسة عملها في البداية، ولكن بحلول ديسمبر سمح المجلس لقوات المرتزقة الغربية بالتحرك داخل البلاد لتملأ الفراغ الأمني في ليبيا. ركزت جهات الأمن الخاصة في المقام الأول على حماية مواقع إنتاج النفط. صرح وزير الداخلية الانتقالي فوزي عبد العالي قائلًا أن السلطات تخطط لضم 50,000 متمرد سابق لقوات الأمن الخاصة بوزارتي الدفاع والداخلية؛ وضم 200,000 مقاتل على المدى الطويل. خصصت الحكومة 8 مليارات دولار لتدشين هذا البرنامج.
بعد الأخذ بمشورة مجلس طرابلس المحلي، أعلنت حكومة ليبيا الانتقالية في 6 ديسمبر 2011 أنها سوف تمهل الميليشيات الماكثة في العاصمة شهر واحد لتسليم مهام الأمن للسلطات. قال المسؤلون أن سكان طرابلس سوف يحتشدون دعمًا لتلك المبادرة لإخلاء المدينة من الأسلحة والمقاتلين القادمين من خارج المدينة. وإن لم تنسحب تلك الميليشيات بحلول 20 ديسمبر 2011 فسوف يقوم الجمهور والسلطات بإغلاق المدينة بأكملها. وبحلول شهر يناير 2012 فكك المتمردون معظم نقاط التفتيش الخاصة بهم، بينما ظلت بعض قواعدهم الرئيسية قائمة.
في مارس 2012 صرح النائب العام لبعثة الأمم المتحدة للدعم في ليبيا قائلًا:
«لا تزال النزاعات المتقطعة بين الكتائب المختلفة وعدة وقائع أخرى تشكل عائقًا أمام السلطات في محاولاتهم لاحتواء الموقف الأمني العام وتحجيم المخاطر المرتبطة بانتشار الأسلحة المتواصل في الشوارع والعدد هائل من الكتائب المسلحة التي لا تزال خطوط التسلسل القيادي الخاصة بها مبهمة».
في 11 سبتمبر 2012، قُتل 4 أفراد أمريكيين (بما فيهم سفير الولايات المتحدة في ليبيا كريستوفر ستيفنز) عندما تعرضت بعثة الولايات المتحدة الدبلوماسية في بنغازي إلى الهجوم. صرح مسؤولو الولايات المتحدة أن جماعة من المتطرفين المسلحين حاصروا سفارة الولايات المتحدة متبعين «تكتيكات ذات طابع عسكري». وفي 21 سبتمبر، اقتحم الآلاف من المحتجين (بما فيهم ضباط الشرطة) قواعد عدة ميليشيات إسلامية في بنغازي بما فيهم جماعة أنصار الشريعة التي يُشتبه في تورطها في الهجوم على سفارة الولايات المتحدة، وفر أفراد تلك الميليشيات هاربين.
أفاد وزير الداخلية الليبي في 9 يناير 2013 بأن عدد جرائم القتل ارتفع من 87 في عام 2010 إلى 525 في عام 2012، أي بزيادة قدرها 503%. بينما ازدادت جرائم السرقة من 143 إلى 783 (بزيادة قدرها 448%). وفي سبتمبر 2013، حاصرت الجماعات المسلحة حقول النفط.
في 10 أكتوبر 2013، أُسر رئيس وزراء ليبيا علي زيدان من قبل جماعة مسلحة، وأُفرج عنه بعدها ببضعة ساعات.
في 23 أغسطس 2014، بعد 10 أيام من المناوشات، فقدت الحكومة سيطرتها على مطار ليبيا الدولي لصالح كتيبة درع ليبيا (تحالف من الجماعات الإسلامية وجماعات مصراتة). وفي 25 أغسطس 2014، صرح أربعة مسؤولين كبار من الولايات المتحدة أن مصر والإمارات العربية المتحدة «شنتا هجمات جوية سرًا على الميليشيات الموالية للإسلاميين التي تحاول السيطرة على طرابلس» مرتين في السبعة أيام السالفة دون إخبار الولايات المتحدة بذلك.